# Attenborozaur
Attenborozaur (Attenborosaurus) – rodzaj plezjozaura żyjącego we wczesnej jurze na obecnych terenach Dorsetu w Anglii. Obejmuje jeden gatunek, Attenborosaurus conybeari (początkowo opisany jako Plesiosaurus rostratus). Nazwa rodzajowa Attenborosaurus honoruje znanego brytyjskiego zoologa i podróżnika – Davida Attenborough. Attenborosaurus osiągał 5 metrów długości i żywił się rybami.
Niektórzy autorzy klasyfikowali rodzaj Attenborosaurus w rodzinie Plesiosauridae, jednak analiza kladystyczna przeprowadzona przez O'Keefe'a (2001) zasugerowała, że jest blisko spokrewniony z Pliosauridae i Rhomaleosauridae, podczas gdy według analizy wykonanej przez Ketchuma i Bensona (2010) attenborozaur jest jednym z nielicznych plezjozaurów nienależących do Neoplesiosauria, czyli kladu obejmującego Plesiosauroidea i Pliosauroidea.